# Enzo Díaz (calciatore 1992)
Enzo Roberto Díaz Morales (Lobería, 14 gennaio 1992) è un calciatore argentino, attaccante del Los Andes.